# Триарий Матерн
Триарий Матерн Ласкивий (на латински: Triarius Maternus Lascivius) e политик и сенатор на Римската империя през 2 век.

## Политическа кариера
Матерн е първо началник на съда (legatus iuridicus Asturiae et Callaciae) в Астурия и Галеция (днес Галисия). През 185 г. е консул заедно с Тиберий Клавдий Брадуа Атик.
Според Historia Augusta преторианците искат на 3 януари 193 г. да провъзгласят Матерн за император. Матерн обаче бяга при император Пертинакс и напуска след това Рим.

## Деца
- Авъл Триарий Руфин, консул през 210 г.